# Romeinen in Friesland
De aanwezigheid van Romeinen in Friesland begint met de Romeinse generaal Drusus als hij in 12 v.Chr. zijn campagne in Germania voert. Als deel van deze veldtocht ontmoette hij ook de Frisii (Φρισίοι bij de auteur Cassius Dio), een Germaans volk in Noord-Nederland, die zich zonder verdere tegenstand onderwierpen, troepen leverden en Drusus, die op het Wad in de problemen kwam tegen de Chauken, uit de brand hielpen. Drusus legde de Frisii een matige schatting in koeienhuiden op, aangezien de Friezen niet rijk waren.

## Onderwerping
De Frisii vormden een Germaans volk in Noord-Nederland dat niet zonder meer gelijk gesteld kan worden aan de latere Friezen, omdat door de Grote Volksverhuizing de Angelen en Saksen zich met de Frisii vermengden. Het gebied der Frisii maakte tijdens de Vroeg-Romeinse periode, van 12 v.Chr. deel uit van het Romeinse Rijk, hoewel de Romeinen er niet in slaagden het gebied duurzaam te onderwerpen. De aanwezigheid van Romeinse troepen en de handel met Romeinen blijkt uit diverse vondsten die in Friesland zijn gedaan, zoals een dertigtal bronzen godenbeeldjes, munten, militair schoeisel en wapens. Het feit dat de Friezen Nero Claudius Drusus troepen leverden en een schatting in huiden moesten betalen, zou kunnen aangeven dat de Friezen formeel deel uitmaken van het Romeinse Rijk. Het was belangrijk voor de Romeinen om het Friese achterland in handen te hebben als uitvalsbasis voor hun veldtochten in Germania. Aanvankelijk werd Noord-Duitsland bezet tot aan de Elbe. Verscheidene ernstige tegenslagen, zoals de Illyrische opstand en de rampzalige nederlaag van de Romeinse generaal Varus in 9 n.Chr., zetten de definitieve onderwerping van Germania op losse schroeven. De Romeinen trokken zich terug op de linker Rijnoever. Dit bleef met een brede strook in Noord-Nederland wel onder militair gezag van de Romeinen onder de legatus Augusti pro praetore exercitus Germaniae inferioris.

## Friese opstand
In 28 n.C. bepaalde Olennius, een primus pilus (dat is een hoger geplaatste centurio) die was aangesteld om de Frisii te besturen, dat in plaats van de huiden van gewone koeien de huiden van een oeros als maatstaf moesten dienen voor de verplichte leveringen aan de Romeinen. Dit bleek voor de Frisii onmogelijk, aangezien hun eigen vee veel kleiner van stuk was dan het wilde vee. De tegenmaatregelen, de inbeslagname van hun kuddes, akkers, vrouwen en kinderen, provoceerden een opstand. De soldaten die met de inning belast waren, werden gegrepen en gekruisigd. Olennius wist te ontsnappen naar het fort Flevum, waar hij werd bestookt maar stand wist te houden. Lucius Apronius, de gouverneur van Germania Inferior, toen nog een militair gewest later een provincie, probeerde de opstand de kop in te drukken, en riep de hulp in van de legioenen van Germania Superior. Het Vijfde Legioen en hulptroepen werden over de Rijn naar het kustgebied verscheept en wisten hun strijdmakkers te ontzetten. De Friezen wisten tijdens hun terugtrekking een ruitereenheid van Cananefaten en Germaanse infanterie te verslaan. Ook met een ruitereenheid van het legioen werd afgerekend. Apronius stuurde verschillende keren troepen naar de opstandelingen, maar zonder succes. De Friezen vluchtten naar het Baduhenna-woud, de plaats is onbekend en daar kwam het tot een slag, waarbij 900 Romeinen sneuvelden en 400 anderen elkaar doodden. De Friezen kwamen als overwinnaars uit de strijd.
De Friese veeboeren wisten na het ding, de volksvergadering, dus een krachtige legermacht op de been te brengen. Julius Caesar beschreef hen al in zijn Bello Gallico als een martiale samenleving van veehoeders waarin jongeren voor de strijd werden gehard. Ze waren beter georganiseerd dan Romeinse geschiedschrijvers ons voorspiegelden. De zwaar uitgeruste Romeinse soldaten waren niet op het drassige terrein ingesteld. De Friezen waren daarentegen lichtbewapend en bekend met de waterrijke omgeving. De slagvaardige Friezen hielden een oorlogszuchtige reputatie aan de opstand over. De Romeinse geschiedschrijver Tacitus gaf toe dat de Romeinen de opstand aan hun eigen hebzucht te wijten hadden. Tiberius koos ervoor het voorval te negeren en geen strafexpeditie te zenden. Mogelijkerwijs hadden de Romeinen in de winter na de Friese opstand de situatie alweer onder controle.

## Terugtrekking
De opstand bezorgde de Frisii een enorme reputatie bij de overige Germaanse volkeren en men trok zich van de Romeinen niet veel meer aan. Groepen Friezen bezetten landbouwgrond die voor de legioenen was gereserveerd en weigerden de nieuwe nederzettingen op te geven. Dit werd ook geholpen doordat Caligula en na hem Claudius I zich concentreerden op de verovering van Brittannië. Waarschijnlijk is Caligula in het jaar 40 naar de Noordzeekust gereisd om voorbereidingen voor de invasie te treffen.  Suetonius schreef in zijn Leven van Caligula dat de keizer zijn manschappen schelpen op het strand liet zoeken en een hoge vuurtoren ter ere van de overwinning bouwen. Er was een vlootbasis bij Velsen, maar de Frisii werden met rust gelaten. De Chauken en Frisii maakten hier gebruik van en wierpen zich op de piraterij.
In 47 onderwierp Gnaius Domitius Corbulo zonder krijgsgeweld het gebied van de Chauken en de Frisii (tussen Rijn en Eems) met het doel een civitas Frisionum in te richten (als deel van het militaire grensgewest Germania Inferior, dat pas in 89 een volwaardige provincie werd). Het apart afgebakende Friese bestuursgebied had eigen gezagsdragers en wetten (op Romeinse leest geschoeid). Er stonden Corbulo vier legioenen ter beschikking. Hij bouwde een fort (naar alle waarschijnlijkheid een castellum, waarvan de exacte locatie onbekend is) om de Frisii, die ook gijzelaars leverden, in de gaten te houden. Corbulo verscheepte zijn vier legioenen naar de Eemsmonding om tegen de Chaukische piraten op te treden, die de kusten van Gallië onveilig maakten. Claudius gaf echter de voorkeur aan Brittannië en riep Corbulo terug, waarna de Rijn definitief werd vastgelegd als grens van het Romeinse Rijk. De militaire basis bij Velsen werden verlaten. Er zijn tot nu toe geen forten gevonden die meestal werden gebouwd om in het begin het gebied te onderwerpen en om een nieuwe grens te bewaken, hoewel er wel bericht wordt door Romeinse schrijvers dat er op strategische punten door het leger een castellum werd gebouwd. Militair schoeisel en wapens vertellen wel dat de Romeinen aanwezig zijn geweest en met de godenbeeldjes en munten is er bewezen dat er een uitgebreide handel was met de Romeinen. Van een duurzame inlijving van het Friese gebied was geen sprake meer. De Friezen namen de Romeinse draaischijfmethode om aardewerk te boetseren niet over, noch de manier om huizen te bouwen en nederzettingen te ontwikkelen.
In het jaar 58 werd de Romeinse bevelhebber Paulinus Pompeius naar Rome teruggeroepen. In 54 namen Friezen, op initiatief van Malorix en Verritus, gebied in langs de Rijn, dat als bufferzone dienst deed. Verritus en Malorix zijn de eerste Friese voormannen die bij naam bekend zijn. Toen de nieuwe bevelhebber Dubius Avitus hierop dreigde de legioenen in te zetten, stuurde men hen als een delegatie naar Nero om toestemming te vragen dit gebied in bezit te nemen. Die weigerde en beval de Frisii de Rijnstreek te ontruimen, maar de Frisii legden dit bevel naast zich neer. Daarop werden ze aangevallen door een ruitereenheid die een deel van de bevolking neersloeg en een ander deel gevangen nam. Daarna was de relatie tussen Friezen en Romeinen behoorlijk afgekoeld.

## Bataafse opstand
In 68 n.C. was het gebied kennelijk definitief niet meer in Romeinse handen. Bij het begin van het Vierkeizerjaar (68 n.C.) werd Julius Civilis bij de Frisii in veiligheid gebracht en deze leverden ondersteuning bij de daarop volgende opstand van de Bataven. Zij vernietigden twee forten aan zee en maakten (in samenwerking met Bataven en Canninefaten) een deel van het Romeinse Rijn-flottille buit. Nadien leverden zij hulptroepen die echter (samen met een afdeling van de Chauken) in de buurt van Keulen door de Agrippinensers vermoord werden.
Na het onderdrukken van de opstand begon de Flavische tijd waarin de relaties met het Romeinse Rijk enigszins ontspanden. In Britannia zijn grafschriften uit het begin van de derde eeuw gevonden die verwijzen naar de Cuneus Frisiorum Vinoviensium, Cuneus Frisiavonum Vercovicensium en de Cuneus Frisionum Aballavensium, kleine ruiterij-afdelingen van de hulptroepen. Letterlijk betekent cuneus "wig", naar de bij de Germanen gebruikelijke wigformatie.

## Nieuw stamverband
In de vierde eeuw versmolten de Germaanse stammen in Nederland tot grotere stamverbanden. Uit de bij de Romeinen bekende stammen ontstonden enerzijds de Franken (vrijen = vrij van Romeinse overheersing) en anderzijds de Saksen (mesdragers). De stam der Frisii ging in het westen grotendeels op in de Franken en in het oosten in de Saksen. Een kleine restgroep heeft mogelijk haar culturele onafhankelijkheid kunnen bewaren en raakte nauw betrokken bij de lotgevallen van de groepen Angelen en Saksen die de Noordzee naar Engeland overstaken. Deze driedeling in Franken, Saksen en Friezen vond haar weerslag in de (meer of minder) gescheiden taalontwikkeling die deze groepen sindsdien doormaakten, waarbij naast het Nederlands en het Nedersaksisch ook het Fries heeft kunnen ontstaan.

## Probleem van de bewoningscontinuïteit
Waar er voor de Romeinse tijd zowel archeologische als schriftelijke aanwijzingen zijn voor een vrij dichte bewoning, bestaat er in de overgeleverde bronnen een lacune vanaf de vierde eeuw. De Frisii-Minores en Frisii-Majores worden vanaf dan niet meer genoemd.
De Friezen - waarvan niet zeker is dat er een verwantschap is met de Frisii - worden voor het eerst in 515 genoemd bij een inval in de Rijndelta door de Deense koning Chochilac of Hygelac, een voorbode van de latere Vikingstrooptochten. In de archeologie is er in Noord-Nederland een periode vrijwel zonder vondsten tijdens de vijfde en zesde eeuw. Daarnaast is er nog de toponymie. Hiermee wordt geprobeerd om te achterhalen wat de oorsprong is van een plaatsnaam. Er zijn enkele plaatsnamen in Noord-Nederland die teruggrijpen op de prehistorische tijd, maar hiermee is de bewoningscontinuïteit slechts in zeer geringe mate aan te tonen. Duidelijk is in ieder geval dat de bevolkingsdichtheid sterk is afgenomen in de Laat-Romeinse tijd. Mogelijk hebben de nieuwe bewoners na de volksverhuizingen de oude naam overgenomen, maar waarschijnlijker is dat dit via de Franken is gebeurd.
Waarschijnlijk maakten in het rivierengebied de Merovingische duces de dienst uit, en deze woonden in de buurt van het huidige Utrecht. In het midden van de 5e eeuw is er sprake van een duidelijke toename van bewoning in Drenthe, waarschijnlijk door een zeespiegelstijging. Vanaf de zesde eeuw is in Oostergo een duidelijke afwijkende stijl in de archeologische objecten ontstaan ten opzichte van de Scandinavische stijl die nog tijdens de Romeinse periode gebruikt werd. De historicus Pieter Boeles wijst op het samenvloeien van Friese en Angelsaksische cultuur. Het begrip "Friezen" had sinds de Grote Volksverhuizing vooral een politieke inhoud, en niet zozeer een etnische. De bevolkingsgroei in deze periode bestond waarschijnlijk deels uit Angelen en Saksen - Angelsaksen of 'nieuwe Friezen'. Hiermee vond ook een taalvernieuwing plaats tot het Noordzee-Germaans, ook wel Inguaeoons genoemd.

## Romeinse bronnen over de Frisii
Velleius Paterculus, Plinius de Oudere, Tacitus en Cassius Dio:
- Velleius Paterculus: Historia Romana 2:105-108
- Plinius de Oudere: Naturalis historia 4:29[6]
- Tacitus
  - Germania 34-35[7]
  - Annales 4:72-74[8], 11:19[9], 13:54[10]
  - Agricola 28[11]
  - Historiën 4:15[12]
- Cassius Dio: Historiae Romanae 54:32.1-3, maar in het Grieks geschreven, heet eigenlijk Ρωμαϊκὴ ῾Ιστορία[13]